# Escalpelamento

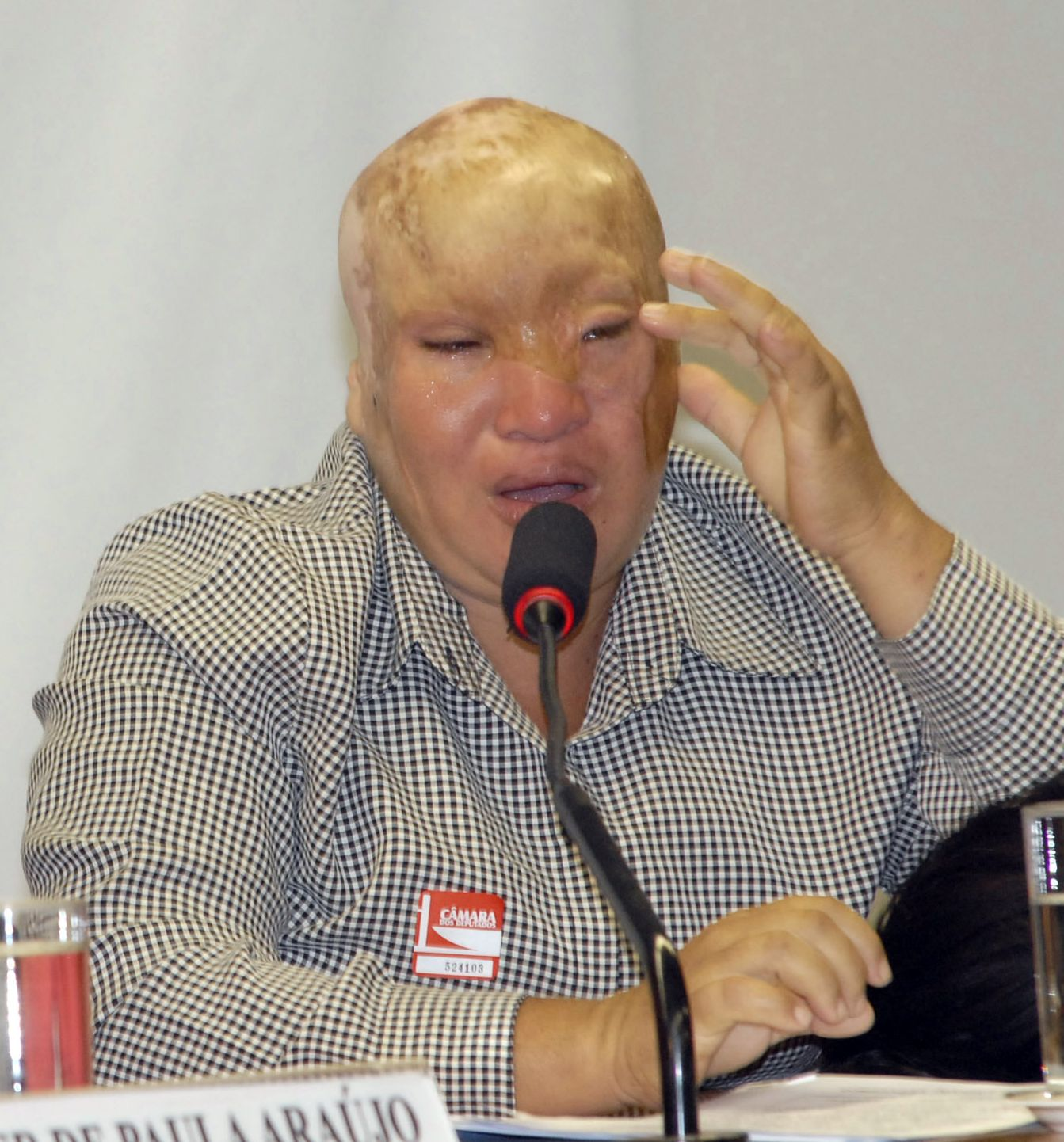
Presidente della Associação das Mulheres Escalpeladas do Amapá, (Associazione donne escalpelade di Amapá) durante una riunione della Commissione Amazzonica. Foto: Antonio Cruz/Agência Brasil

L'escalpelamento è lo sradicamento del cuoio capelluto dal cranio, dovuto a diversi motivi, ma nella maggior parte dei casi a causa dei motori delle barche.
La parola viene da escalpo, nome scientifico che nella lingua portoghese indica il cuoio capelluto.
L'escalpelamento è un problema molto diffuso nella regione amazzonica, dove questo tipo di incidenti è frequente, a causa di distrazione e delle scarse norme di sicurezza sulle voadeiras, le tipiche barche utilizzate per gli spostamenti e per lavorare lungo tutto il corso del Rio delle Amazzoni.
Vittime usuali di questi incidenti in Amazzonia sono i ribeirinhos, popolazioni rurali che vivono lungo il fiume e si spostano su piccole barche, chiamate voadeiras per lavorare e raggiungere le città.
Questo fatto attira l'attenzione dell'opinione pubblica, ed è stata progettata una protezione per il motore delle voadeiras, al fine di evitare il ripetersi di incidenti di questo tipo.

## Casistica
Gli incidenti avvengono quando le vittime, avvicinandosi al motore della barca per eseguire operazioni lavorative ordinarie, vengono tirate dallo stesso per i capelli. Il movimento rotatorio ad alta velocità del motore arrotola i capelli intorno ad esso, strappando totalmente o parzialmente il cuoio capelluto delle vittime, insieme ad orecchie, sopracciglia e parte della pelle del viso e del collo.
Questo tipo di incidenti porta a gravi deformazioni, la cui convalescenza è lunga e dolorosa, e in alcuni casi ha portato alla morte delle vittime.

## Azioni sociali
Il 14 gennaio 2010 il presidente del Brasile, Luiz Inácio Lula da Silva, istituì con la legge federale 12.199/2010, il 28 agosto come Giornata nazionale per la lotta e la prevenzione dell'escalpelamento (in portoghese, Dia Nacional de Combate e Prevenção ao Escalpelamento).
Il 20 gennaio 2011, a Belém, capitale dello Stato federale del Pará, in Brasile, dove si registra il maggior numero di vittime di tutta l'Amazzonia, viene istituita la prima ONG che si occupa di offrire assistenza psicologia e aiuto nel reinserimento nel mondo del lavoro delle vittime dopo le operazioni chirurgiche e la lunga convalescenza a cui devono sottoporsi.
L'ONG nel 2012 conta quasi 100 persone assistite.